# Карлівка (футбольний клуб)
ФК «Карлівка» — український футбольний клуб з міста Карлівки Полтавської області. Виступав у другій лізі чемпіонату України.

## Історія
Колишні назви:
- ФК «Карлівка» (Карлівка) (2011—2012)
- «Полтава-2-Карлівка» (Полтава) (2012—2013)
- ФК «Карлівка» (Карлівка) (2013-)

Команда створена 2011 року під назвою ФК «Карлівка». Навесні вона стартувала в першості Полтавської області з футболу серед команд другої ліги. Посівши перше місце у своїй групі, команда виборола путівку на підвищення в класі, а згодом і звання переможця другої ліги, перемігши у стиковому матчі комсомольський «Фламінго» з рахунком 4:0.
2012 року ФК «Карлівка» розпочав свої виступи в чемпіонаті області серед команд Прем'єр-ліги. Після семи турів команда очолювала турнірну таблицю і вийшла до фіналу Кубка області, але, у зв'язку з отриманням статусу професіонального клубу, карлівчани змушені були припинити свої виступи в обласних змаганнях, ставши фарм-клубом ФК «Полтава» — учасника чемпіонату України серед команд першої ліги.
У червні 2012 року клуб отримав професіональний статус. Перший матч на професіональному рівні провів 14 липня 2012 року. Удома полтавська команда здобула перемогу над «Макіїввугіллям» 3:0. Виступ карлівчан можна вважати успішним, адже підсумкове четверте (а в зведеній таблиці команд другої ліги — шосте) місце в своїй групі є, як для дебютанта, непоганим результатом.
Влітку 2013 року команда перестала бути фарм-клубом «Полтави» і 14 червня у Федерації футболу України отримала ліцензію, продовживши виступи у другій лізі як самостійний клуб, повернувши попередню назву ФК «Карлівка».

## Статистика
| Сезон   | Ліга      | Місце | Ігор | В  | Н  | П  | ГЗ | ГП | О  | Кубок України | Примітки     |
| ------- | --------- | ----- | ---- | -- | -- | -- | -- | -- | -- | ------------- | ------------ |
| 2012-13 | Друга «Б» | 4     | 24   | 11 | 11 | 2  | 29 | 15 | 44 | —             |              |
| 2012-13 | Друга «2» | 4     | 34   | 13 | 16 | 5  | 41 | 27 | 55 | —             | Другий раунд |
| 2013-14 | Друга     | 12    | 36   | 13 | 5  | 18 | 31 | 48 | 44 | 1/32 фіналу   |              |